# Tom and Jerry: The Mansion Cat
«Tom and Jerry: The Mansion Cat» («Том и Джерри. Особняк Кота; Кот в особняке») — сто шестьдесят второй эпизод короткометражек из цикла «Том и Джерри», показанный 8 апреля 2001 года на канале Boomerang. Создатель данной франшизы, Уильям Ханна, умер за 17 дней до показа данного выпуска, а студии Hanna-Barbera и Turner Entertainment, создавшие этот эпизод, перестали существовать и были объединены с Warner Bros.
В качестве актёра озвучивания был приглашён второй создатель Тома и Джерри Джозеф Барбера.

## Сюжет
Том вновь поймал бегу́щего мышонка Джерри, но прибежав по зову к своему владельцу, отпускает. Хозяин предупреждает кота, что он ненадолго уедет по своим делам, и просит его не разрушать дом ради поимки мышонка, а под конец он сказал, что если кот разрушит дом, то одним котом станет меньше. После этого Том отдыхает на диване, смотрит телевизор, и с удовольствием ест. Но Джерри ударяет кота сзади мусорным баком, тем самым он отомстил своему противнику. После этого начинается вражда. Во время погони персонажи причиняют значительный ущерб дому, разрушая всё на своём пути.
Мультфильм заканчивается тем, что Том падает с газонокосилки на машину хозяина, который вернулся обратно домой.

## Факты
- Это предпоследний эпизод мультсериала «Том и Джерри».
- Сцена после заставки, где Джерри пытается убежать от Тома, напоминает аналогичную сцену из мультфильма 1940 года «Puss Gets the Boot», которая тоже идёт после заставки. Дистрибьютор этого мультфильма Metro-Goldwyn-Mayer.